# Торгові фірми
Торгові фірми найчастіше проводять операції за свій рахунок і від свого імені.
- Види торгових фірм:
- Експортні фірми є торговельними підприємствами, які закуповують на власний кошт товари на внутрішньому ринку з метою перепродажу їх від свого імені за кордоном. В окремих випадках вони виконують і комерційні доручення, виступаючи при цьому як комісіонери зарубіжних фірм, а не підприємств своєї країни.
- Імпортні фірми закуповують за свій рахунок товари за кордоном і продають їх потім на внутрішньому ринку промисловцям, оптовим і роздрібним продавцям. Ці фірми мають на складах товарні запаси і за вимогою негайно здійснюють поставки па внутрішній ринок.
- Оптові фірми виступають як посередники між промисловими чи заготівельними підприємствами і роздрібними торговельними фірмами. Вони закуповують за свій рахунок товари за кордоном великими партіями і реалізують їх на місцевому ринку окремим споживачам дрібнішими партіями, одержуючи при цьому прибуток внаслідок різниці в цінах.
- Роздрібні фірм – це фірми, які здійснюють свою зарубіжну діяльність у двох формах: у створенні власних закордонних філій у вигляді магазинів роздрібної торгівлі та в заснуванні зарубіжних представництв та агентств для закупівлі товарів у дрібних місцевих продуцентів. Великі роздрібні фірми мають широку мережу філій, дочірніх компаній і закупівельних контор за кордоном.
- Стокісти є фірмами в країні імпортера, які здійснюють експортно-імпортні операції на основі спеціального договору про консигнаційний склад.